# Canone del tè
Il Cha Jing (Cinese semplificato: 茶经; Cinese tradizionale: 茶經; pinyin: chájīng) è la prima monografia sul tè della storia, scritta da Lu Yu nel 758, all'epoca della dinastia Tang.

## Contenuto
Il Canone del tè è diviso in 3 libri e 10 capitoli in totale: il primo libro racchiude i primi tre, il secondo solo il quarto ed il terzo i restanti sei.

### Uno: Origine (一之源)
Questo capitolo espone le origini mitologiche del tè in Cina, oltre a descriverne la pianta.

### Due: Strumenti (二之具)
Il secondo descrive gli utensili per la lavorazione e le relative istruzioni.

### Tre: Preparazione (三之造)
Raccomandazione dettagliata per la raccolta e preparazione (clima, momento della giornata e stagione).

### Quattro: Strumenti (四之器)
Il quarto capitolo elenca 28 strumenti per l'ebollizione e degustazione del tè.

### Cinque: Ebollizione (五之煮)
Tutti gli aspetti relativi all'ebollizione del tè (acqua, tempo, recipienti...).

### Sei: Degustazione (六之飲)
Questo capitolo descrive le proprietà del tè, la storia e le principali tipologie conosciute nell'ottavo secolo. Ragioni per bere il tè e lo sviluppo di questa usanza.

### Sette: Storia (七之事)
Una collezione di leggende cinesi sull'origine del tè, da Shennong alla dinastia Tang.

### Otto: Regioni di coltivazione (八之出)
Aree di coltivazione e comparazione fra le diverse qualità di tè secondo la loro provenienza.

### Nove: Semplificazione (九之略)
Procedure che possono essere omesse ed altri metodi improvvisati quando si è sprovvisti degli strumenti appositi.